# Sales force automation
Automatizarea forței de vânzare (abreviat SFA după eng. Sales Force Automation) se referă la sisteme informatice utilizate pentru eficientizarea activităților de vânzare. În funcție de complexitatea sistemului, acestea pot îngloba funcționalități care să asigure operarea comenzilor și încasărilor pe device-ul mobil și exportul acestora în sisteme de management al întreprinderii (vezi ERP). De asemenea, toate informațiile necesare realizării documentelor sunt actualizate în timp real, asigurând corectitudinea soldurilor, stocurilor și a politicilor comerciale aplicate în funcție de partener și divizia de vânzare a agentului. 
Preluarea comenzilor se face cu ajutorul dispozitivelor mobile (PDA), cu o formă de introducere a datelor și de regăsire a informațiilor utile (stocuri, solduri, condiții comerciale, fișă produs etc). Comenzile sunt preluate conform unui program de vizită și pot fi autentificate prin semnatură electronică. Se poate urmări respectarea traseului, momentele operării comenzilor. Comenzile pot fi transmise în timp real, generând rezervarea automată a produselor, pentru produsele „out-of-stock” putând fi prezentate alternative.
Un sistem SFA poate fi integrat cu un sistem ERP. Astfel, comenzile pot fi preluate automat, putând intra imediat în fluxul logistic. Nu există necesitatea unei operări suplimentare, eliminându-se costurile și erorile aferente. Comenzile fiind preluate pe măsura emiterii, se elimină alternanța "vârfuri de lucru", "perioade de inactivitate". Resursele logistice se nivelează, costurile scad. 
Integrarea sistemului SFA și cu un sistem sau modul WMS, care automatizează activitatea depozitului, erorile de preluare și pregătirea mărfurilor scad spre zero. Sistemul optimizează livrarea comenzilor printr-o planificare mai eficientă, numărul de incidente se apropie de zero.